# Смоляной
Смоляной (укр. Смоляний) — село в Моршинской городской общине Стрыйского района Львовской области Украины.
Население по переписи 2001 года составляло 35 человек. Почтовый индекс — 82481. Телефонный код — 3245.

## История
В 1946 году указом ПВС УССР хутор Пехерсдорф переименован в Смоляной.